# Borneol
El borneol és un monoterpenoide bicíclic natural.

## Reaccions
El borneol s'oxida fàcilment a la corresponent cetona, la càmfora.

### Síntesi
Es pot sintetitzar el borneol per reducció de la càmfora pel procés de reducció de Meerwein-Ponndorf-Verley. La mateixa reducció amb borhidrur de sodi genera isoborneol.

## Presència natural
El d-(+)-borneol és òpticament actiu. Es pot trobar a la natura en espècies del gèneres Artemisia, Dipterocarpaceae, Blumea balsamifera i Kaempferia galanga
i és un component de molts olis essencials com el de farigola, així com un repel·lent natural d'insectes.
El borneol es fa servir en la medicina tradicional xinesa en la tècnica del moxa.

## Toxicologia
El borneol irrita ulls, la pell i el tracte respiratori i és perillós per ingestió.